# East Asian Zonal Volleyball Association
East Asian Zonal Volleyball Association är en av fem zonorganisationer inom Asian Volleyball Confederation (volleybollförbundet för Asien). Organisationen grundades i december 1993. Den organiserar EAZVA-mästerskapen (för damer och herrar) samt organiserade volleybollen vid östasiatiska spelen.

## Medlemmar[1]
- Hong Kong (dam, herr)
- Japan (dam, herr)
- Kina (dam, herr)
- Macau (dam, herr)
- Mongoliet (dam, herr)
- Nordkorea (dam, herr)
- Sydkorea (dam, herr)
- Taiwan (dam, herr)